# 薩魯汗貝伊

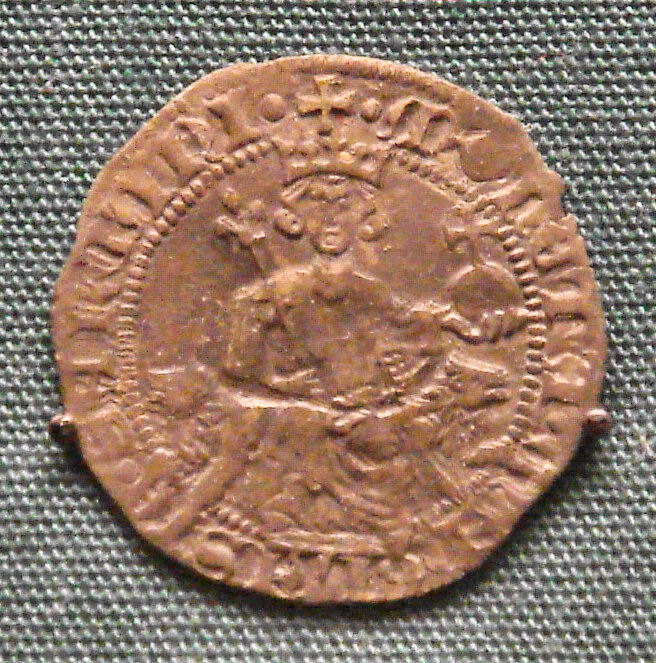
由薩魯汗發行的居里亞多銀幣，其圖樣是模仿當時由那不勒斯國王安茹的罗伯特所鑄造的硬幣

薩魯汗貝伊（土耳其語：Saruhan Bey；1300/01年－1345/46年）是當時立國於馬格尼西亞（現今土耳其的馬尼薩）一帶薩魯汗侯國的首任贝伊 。
薩魯汗是一名土耳其人埃米爾，他因征服了安那托利亞西部的半島而廣為人知。1313年，薩魯汗在佔領推雅推喇（今日马尼萨省的阿克希薩爾）以及其周圍的土地後，隨即宣布以自己的名字創立了薩魯汗侯國，薩魯汗侯國國土由薩魯汗以及他的後代子孫們所統治。
1336年，薩魯汗與拜占庭帝国的皇帝安德洛尼卡三世結為同盟，並兩度遣兵協助安德洛尼卡三世圍攻當時屬於热那亚共和国的領地米蒂利尼以及福西亚。於1341年時，薩魯汗更派出侯國的海軍前去襲擊君士坦丁堡，不過他的艦隊在加里波利半島一帶被擊退，未能順利完成這次的軍事行動。